# Karsten Danielmeier
Karsten Danielmeier (* 1967 in Werl) ist ein deutscher Chemiker. 

## Leben
Karsten Danielmeier studierte an der Rheinischen Friedrich-Wilhelms-Universität Bonn und wurde dort 1995 bei Eberhard Steckhan in Synthetischer Organischer Chemie promoviert. Im Jahr darauf trat er in die Bayer AG ein und war dort in zahlreichen Positionen mit aufsteigender Verantwortung in der Rohstoffforschung für Lacke und Klebstoffe in Deutschland und den USA tätig. Zuletzt leitete er die Forschung für den Bereich Functional Films in Leverkusen und war von 2015 bis 2021 Senior Vice President für Forschung und Entwicklung im Segment Coatings, Adhesives, Specialties bei Covestro. 2021 wurde er dort Leiter des Bereichs Wachstumsgeschäfte in der Geschäftseinheit Coatings und Adhesives. Für die Perioden 2022/23 war er Präsident der Gesellschaft Deutscher Chemiker (GDCh).

## Veröffentlichungen (Auswahl)
- Ulrich Meier-Westhues, Karsten Danielmeier, Peter Kruppa, Edward P. Squiller: Polyurethanes. Coatings, Adhesives and Sealants, Hannover: Vincentz, 2. Auflage 2019, ISBN 3-86630-782-9
- Karsten Danielmeier: Strengthening the core of our brand. In: Nachrichten aus der Chemie. Band 70, Nr. 1, 2022, S. 3, doi:10.1002/nadc.20224121448. Vorstellungsartikel als Präsident der GDCh